# Spencer Lucas
Spencer George Lucas, född 1976, är en amerikansk paleontolog som funnit fossila spår av förfäder till dinosaurier som är 100 miljoner år äldre än de hittills äldsta kända fossila lämningarna. Fossilerna som legat undanstoppade och oupptäcka en längre tid på New Mexico Museum of Natural Science består av tre amfibier med fyra tår på varje ben. Fyndet, som beräknas vara ca 330 miljoner år gammalt, är ursprungligen funnet i östra Pennsylvania.
2008 publicerades en debattartikel i Nature där Lucas och hans medarbetare anklagades för grova brott mot forskningsetiken. De skall i många år ha tagit del av yngre och utländska kollegors resultat innan dessa kommit ut i tryck, och sedan snabbt publicerat dem som korta meddelanden under eget namn i den egna institutionens tidskrift, New Mexico Museum of Natural History and Science Bulletin. På detta vis kunde de undvika den tidskrävande sakkunniggranskningen som kollegornas arbeten måste genomgå. Lucas hade vid denna tid över 1000 paleontologiska arbeten på sin meritlista, till stor del publicerade just i NMMNHSB.